# Pterocarpus indicus
Pterocarpus indicus (comúnmente conocido como amboyna, padauk malayo, palo de rosa de Papúa Nueva Guinea, caoba filipina, secoya de Andaman, palo de rosa birmano, narra, asana de Filipinas, dungou de Filipinas, naga de Filipinas, sangre de drago de Filipinas o pashu padauk) es una especie de Pterocarpus nativa del sudeste de Asia, el norte de Australasia, y las islas del océano Pacífico occidental, en Camboya, el extremo sur de  China, Timor Oriental, Indonesia, Malasia, Papúa Nueva Guinea, las Filipinas, las Islas Ryukyu, las Islas Salomón Islas, Tailandia y Vietnam.
Pterocarpus indicus fue una de las dos especies (la otra es Eysenhardtia polystacha) utilizada como fuente del diurético  tradicional del siglo XVI al XVIII conocido como lignum nephriticum.
Muchas poblaciones de Pterocarpus indicus están seriamente amenazadas. Se extinguió en Vietnam y posiblemente en Sri Lanka y Malasia peninsular. Es el árbol nacional  de las Filipinas.

## Descripción

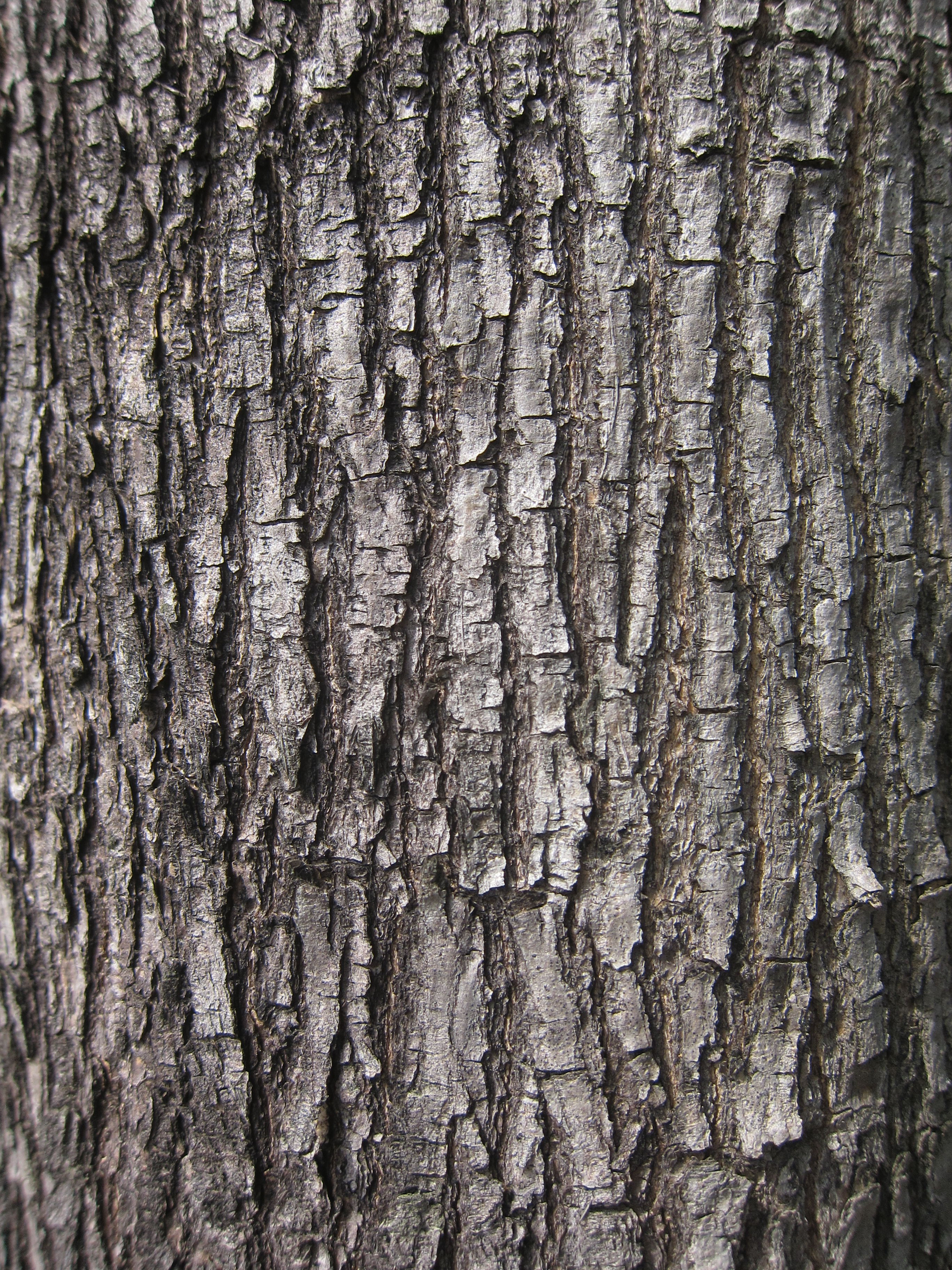
Corteza de Pterocarpus indicus en Kowloon, Hong Kong

Es un gran árbol caducifolio de 30 a 40 metros de altura, con un tronco de hasta 2 metros de diámetro. Las hojas son de 12 a 22 cm de largo, pinnadas, con 5 a 11 folíolos, la circunferencia es de 12 de 34 metros de ancho. Las flores se producen en panículas de 6 a 13 centímetros de largo que contienen de pocas a numerosas flores; la floración es de febrero a mayo en Filipinas, Borneo y la península malaya. Son ligeramente fragantes y tienen pétalos de color amarillo o amarillo anaranjado. La fruta es una vaina semiorbicular de 2-3 cm de diámetro, rodeada por un ala membranosa plana de 4-6 cm de diámetro (estructura en forma de alas) que ayuda a la dispersión por el viento y no se abre al llegar a la madurez; madura entre los 4 y 6 años y se vuelve púrpura cuando está seco. La parte central de la vaina puede ser lisa (f. Indica), erizada (f. Echinatus (Pers.) Rojo) o intermedia.
La mayoría de las especies de Pterocarpus prefieren el clima estacional, pero P. indicus prefiere las selvas tropicales.
Nota: Pterocarpus macrocarpus, una especie similar nativa de Birmania, se conoce como "palo de rosa" en todo el sudeste asiático. P. macrocarpus suele ser más duro que P. indicus. Cuando están forma de nudo ambos se conocen como Nudo de Amboyna.

## Usos
La madera dura, que es de color violáceo, es resistente a las termitas y tiene aroma a rosas. La madera conocida en Indonesia como amboyna es el nudo del árbol, llamado así por Ambon, donde se encontró gran parte de este material. A menudo, la amboyna se corta finamente para producir una chapa extremadamente decorativa, utilizada para la decoración y para la fabricación de muebles y llaves en una marimba.
Es una especie de madera de primera calidad adecuada para muebles de alta calidad, madera y contrachapado para construcciones livianas. También se usa para volteretas, tallado en madera e instrumentos musicales.
La flor se usa como fuente de miel, mientras que las infusiones de hojas se usan como champús. Se decía que se comían flores y hojas. Las hojas son supuestamente buenas para encerar y pulir latón y cobre. También es una fuente de kino o resina.
Las hojas de narra también se usan en la medicina tradicional para tratar una variedad de problemas de salud. Las hojas de Narra contienen flavonoides. Los flavonoides son antioxidantes que proporcionan beneficios para la salud de los humanos, como los beneficios antiinflamatorios y antialérgicos. Los flavonoides en hojas de narra pueden ser capaces de prevenir daños en los riñones.
En medicina popular, se usa para combatir tumores. Esta propiedad podría deberse a un polipéptido ácido que se encuentra en sus hojas y que inhibe el crecimiento de células de Carcinoma de ascitis de Ehrlich por disrupción de las membranas celulares y nucleares. También fue una de las fuentes de lignum nephriticum, un diurético en Europa durante los siglos XVI al XVIII.[cita requerida] Su reputación se debe a sus infusiones de madera, que son fluorescentes.
El árbol se recomienda como un árbol ornamental para avenidas y algunas veces se planta en Puerto Rico como sombra y ornamento. La corona alta, en forma de cúpula, con ramas largas y caídas es muy atractiva y las flores son espectaculares en áreas con una estación seca. Se propaga muy fácilmente a partir de esquejes de semillas o tallos grandes, pero padece problemas de enfermedades. Está ampliamente plantado como un árbol de carretera, parque y estacionamiento.
En agroforestería, mantiene la fertilidad del ecosistema y la estabilidad del suelo. Narra es una planta leguminosa que es capaz de fijar nitrógeno formando relaciones endosimbióticas con bacterias fijadoras de nitrógeno que viven en sus nódulos de raíz. Las plantas leguminosas, como la narra, son responsables de transformar el nitrógeno en una forma utilizable.
En las Filipinas, se requiere un permiso para cortar el árbol (Nara), pero, no obstante, la popular madera robusta es ampliamente utilizada para proyectos de construcción y muebles.

## Simbolismo
Es el árbol nacional  de las Filipinas, así como el árbol provincial de Chonburi y Phuket en Tailandia.